# Colorado (folyó, Texas)
A Colorado egy közel 1400 km hosszú folyó az Amerikai Egyesült Államok Texas államában. Lubbocktól délre ered, áthalad Austinon, Texas állam fővárosán, és a Mexikói-öbölbe folyik.